# Rhegmoclema robustum
Rhegmoclema robustum är en tvåvingeart som beskrevs av Cook 1965. Rhegmoclema robustum ingår i släktet Rhegmoclema och familjen dyngmyggor. Inga underarter finns listade i Catalogue of Life.